# Torneo de Estoril 2016
El Millennium Estoril Open 2016 fue un torneo de tenis jugado en tierra batida al aire libre que se celebró en Estoril, Portugal, del 25 al 30 de abril de 2016. Fue la 2ª edición del Millennium Estoril Open, y fue parte del ATP World Tour 250 series del 2016.

## Cabeza de serie

### Individual
| Tenista                | Ranking | Preclasificada |
| Gilles Simon           | 18      | 1              |
| Nick Kyrgios           | 20      | 2              |
| Benoît Paire           | 22      | 3              |
| João Sousa             | 34      | 4              |
| Guillermo García-López | 37      | 5              |
| Borna Ćorić            | 41      | 6              |
| Leonardo Mayer         | 45      | 7              |
| Pablo Carreño          | 49      | 8              |

- Ranking del 18 de abril de 2016

### Dobles
| Tenista                       | Ranking | Preclasificado |
| Łukasz Kubot Marcin Matkowski | 45      | 1              |
| Treat Huey Max Mirnyi         | 49      | 2              |
| Marc López David Marrero      | 62      | 3              |
| Eric Butorac Scott Lipsky     | 91      | 4              |

## Campeones

### Individual
Nicolás Almagro venció a  Pablo Carreño Busta por 6-7(6), 7-6(5), 6-3

### Dobles
Eric Butorac /  Scott Lipsky  vencieron a   Łukasz Kubot /  Marcin Matkowski por 6-4, 3-6, [10-8]